# Eupithecia impurata
Eupithecia impurata là một loài bướm đêm trong họ Geometridae.